# Primăria (film)
Primăria (în engleză City Hall) este un film din 1996 regizat de Harold Becker. Al Pacino și John Cusack joacă rolurile Primarului New York-ului respectiv a asistentului acestuia, viceprimarul.
Subiectul filmului se concentrează asupra urmărilor decesului unui copil în urma unui foc de arme între un traficant de droguri și un detectiv.
Conform site-ului BoxOfficeMojo.com, filmul a avut încasări de circa 20 de milioane $ în SUA.

## Prezentare
John Pappas (Al Pacino) este respectatul și popularul primar al orașului New York iar Kevin Calhoun (John Cusack) este idealistul său ajutor, în calitate de viceprimar. În momentul în care un polițist și un mafiot se împușcă unul pe celălalt iar un copil nevinovat în vârstă de 6 ani este ucis în același schimb de focuri, o anchetă este deschisă pentru a se afla adevăratul motiv pentru care polițistul s-a întâlnit cu gangsterul. Primarul reușește să ghideze cu abilitate ancheta însă "vicele" său face săpături insistente. El descoperă astfel că șeful lui nu este deloc străin de sângerosul incident.

## Distribuție
- Al Pacino . . . . . Primarul John Pappas
- John cusack . . . . . Kevin Calhoun
- Danny Aiello . . . . . Frank Anselmo
- Bridget Fonda . . . . . Marybeth Cogan
- Tony Franciosca . . . . . Paul Zapatti
- Martin Landau . . . . . Judecătorul Walter Stern
- David Paymer . . . . . Abe Goodman
- Richard Schiff . . . . . Larry Schwartz